# Calamaria gervaisii
Espèce
Synonymes
- Calamaria mindorensis Boulenger, 1895
- Calamaria gervaisii iridescens Taylor, 1917
- Calamaria tropica Taylor, 1922
- Calamaria hollandi Taylor, 1923
- Calamaria polillensis Taylor, 1923

Statut de conservation UICN

 LC  : Préoccupation mineure
Calamaria gervaisii  est une espèce de serpents de la famille des Colubridae.

## Répartition
Cette espèce se rencontre aux Philippines et au Sabah en Malaisie.

## Étymologie
Cette espèce est nommée en l'honneur de Paul Gervais.

## Publication originale
- Duméril, Bibron & Duméril, 1854 : Erpétologie générale ou histoire naturelle complète des reptiles. Tome septième. Première partie, p. 1-780 (texte intégral).